# サンポ (小惑星)
サンポ(2091 Sampo)は、エオス族の岩石質の小惑星で、小惑星帯外側では比較的遅い自転速度で、直径は約30 kmである。1941年4月26日にフィンランドの天文学者ユルィヨ・バイサラがイソ・ヘイキラ天文台で発見した。フィンランド神話に出てくる神秘的な人工物であるサンポに因んで命名された。

## 軌道と分類
サンポは、約1万の小惑星からなり小惑星帯外側で最も大きな族であるエオス族の1つである:23。太陽から2.8-3.2天文単位の軌道を5年3か月（1,911日）ごとに公転する。軌道離心率は0.06、黄道に対する軌道傾斜角は11°である。

## 物理的性質
S型小惑星であり、IRAS、あかり、NEOWISEで行われたサーベイによると、直径は23.0-35.5 km、表面のアルベドは0.118-0.277である。
2003年3月にルネ・ロイ、ローラン・ベルナスコーニ、ステファン・シャルボネが行った測光観測から、サンポの光学曲線が得られた。これにより、71.34±0.05時間の自転周期で光度が0.38等級変化することが分かった(U=2)。

## 命名
この小惑星は、フィンランド神話に出てくる神秘的な人工物であるサンポに因んで命名された。これは、口頭伝承と神話上の叙事詩『カレワラ』の中で言及される（カレワラ自体も小惑星カレワラの名前の由来となっている）。サンポは全ての種類の富を生み出すものとされ、カレワラとポホヨラ（ポポヨラ自体も小惑星ポホヨラの名前の由来となっている）がサンポの所有権を巡って戦うと粉々に壊れたと伝えられる。公式な命名の引用は、小惑星センターの1980年8月1日の公表(M.P.C. 5450)による。